# Duch nad zlato
Duch nad zlato je český televizní pohádkový film režiséra Zdeňka Zelenky z roku 2013. Premiérově byl vysílán 24. prosince 2013 na stanici ČT1 jako štědrovečerní pohádka České televize.

## Obsazení
| František Skopal  | tulák Vojta          |
| Veronika Kubařová | princezna Rozárka    |
| Viktor Preiss     | duch Arnoldo Fiorino |
| Jiřina Bohdalová  | dvorní dáma Hermína  |
| Jan Hrušínský     | král Kryšpín         |
| Martin Dejdar     | krčmář               |
| Filip Antonio     | Zmizík               |
| Martin Kraus      | velitel vojska       |
| Jaroslav Sypal    | žalářník             |
| Jonáš Zima        | Pihoun               |
| Oldřich Vlach     | Pekárek              |
| Miroslav Vladyka  |                      |
| Vladimír Javorský |                      |
| Radek Holub       |                      |
| Miroslav Táborský |                      |
| Jiří Mária Sieber |                      |

## Produkce
Film se natáčel v zámku Ploskovice, v okolí Valečova a v Mnichově Hradišti. První klapka padla 27. května 2013 ve studiu České televize na Kavčích horách. Konec natáčení byl naplánován na první týden v červenci.

## Recenze
- Spooner, TVZone.cz